# فعل مبني للمعلوم
الفعل المبني للمعلوم هو الفعل الذي يذكر فاعله ويعرف، سواء أكان هذا الفاعل ظاهرًا أو ضميرًا بارزًا أو ضميرًا مستترًا. إذا سمعنا متحدثًا يقول: ضربَ المعلمُ الطفلَ. فهمنا أن الذي ضرب الطفل هو المعلم، ففاعل الضرب – إذاً – معلوم، ولذلك نقول: إن الفعل (ضرب) الذي نعلم فاعله هو: فعل مبني للمعلوم.